# Dreaming Murakami
Dreaming Murakami er en dansk dokumentarfilm fra 2018 instrueret af Nitesh Anjaan.

## Handling
Det er mere end 20 år siden, at Mette Holm første gang læste en roman af Haruki Murakami. Den japanske forfatter havde endnu ikke opnået litterær stjernestatus, og dengang havde Holm ingen idé om, hvordan hans bøger senere ville komme til at forme hendes eget liv og verdenssyn. Siden da har Mette Holm brugt tusindvis af timer på at oversætte Murakamis fortællinger til hans danske læsere. Fortællinger, der fortsat tryllebinder og udfordrer millioner af dedikerede læsere verden over.

## Medvirkende
- Mette Holm
- Tore Leifer
- Jesper Dein
- Michael Nonboe
- Camilla Rohde Søndergaard
- Christian Hermansen
- Yngve Johan Larsen
- Ursula Gräfe
- Anna Zielińska-Elliott
- Lise Bach Hansen
- Victoria Mørk Madsen
- Malene Birkelund
- Hideyuki Ometekawa
- Kunio Nakamua
- Klen Ofuri
- Alex Lehman, Motion capture actor